# Hemerotrecha milsteadi
Hemerotrecha milsteadi es una especie de arácnido  del orden Solifugae de la familia Eremobatidae.

## Distribución geográfica
Se encuentra en Nuevo México y Texas en (Estados Unidos).